# Андреас Папагеоргиу
Андреас Папагеоргиу, известен като капитан Велицас (на гръцки: Ανδρέας Παπαγεωργίου,	Βελίτσας), е гръцки офицер и революционер, деец на гръцката въоръжена пропаганда в Македония от началото на XX век.

## Биография
Роден е в 1866 година във фокидското село Велица. Става инженерен офицер в Гръцката армия в 1997 година и в същата година по време на Гръцко-турската война участва експедицията на Крит. Присъединява се към гръцката пропаганда в Македония и през март 1905 година организира чета от 10 души в Дремиглава, Халкидики, с която действа до Лъгадина на север. През февруари 1906 година е заместен в района от Димитриос Космопулос.
Участва в Балканските войни (1912 - 1913), в Първата световна война (1917 - 1918) и в Гръцко-турската война (1919 - 1922). Демобилизиран е в 1922 година с чин подполковник от инженерните части.